# Чечејовце
Чечејовце (слч. Čečejovce) насељено је мјесто са административним статусом сеоске општине (слч. obec) у округу Кошице-околина, у Кошичком крају, Словачка Република.

## Становништво
| Година:    | 1994. | 2004.   | 2014.   | 2024.   |
| ---------- | ----- | ------- | ------- | ------- |
| Број људи: | 1874  | 1946    | 2105    | 2119    |
| Разлика:   |       | +3,84 % | +8,17 % | +0,66 % |

| Година:    | 2023. | 2024.   |
| ---------- | ----- | ------- |
| Број људи: | 2112  | 2119    |
| Разлика:   |       | +0,33 % |

Према подацима о броју становника из 2011. године насеље је имало 2.062 становника.